# Vilkaviškis
Vilkaviškis je okresní město v Marijampolském kraji v Litvě. Leží 23 km na severozápad od krajského města Marijampolė na soutoku řek Šeimena a Vilkauja.

## Název
Město se původně jmenovalo Vilkaujiškis. Název Vilkaviškis získalo podle řeky Vilkauja.

## Historie
Roku 1881 byl postaven katolický kostel Navštívení Nejsvětější Panny Marie. Roku 1944 byl nepříliš závažně pobořen, kvůli zákazu Sovětů kostel obnovit však byl postupně rozebrán až do základů. Nicméně v letech 1991–1998 byl na původních základech znovu postaven. Další katolický kostel Svatého kříže byl postaven roku 1894, tehdy jako pravoslavný.

## Vybavenost
Ve městě je krajské muzeum, gymnázium, tři základní školy, tři mateřské školy, hudební škola, škola sportu, středisko dětí a mládeže, veřejná knihovna, dva kostely, hotel „Širvintos“, 2 kempy, památníky Jonovi Basanavičiusovi nebo Vincovi Kudirkovi, kulturní středisko, pošta, okresní úřad, okresní nemocnice nebo nádraží. Pošta má PSČ LT-70001.

## Geografie
Město eží 23 km na severozápad od krajského města Marijampolė na soutoku řek Šeimena a Vilkauja. Při západním okraji města leží jezero Paežerių ežeras s plochou 399 ha.

## Sport
- FK Vilkaviškis fotbalový klub
- KK Perlas basketbalový klub

## Partnerská města
- Polsko: Olecko
- Lotyšsko: Valmiera